# Pôle métropolitain d'Alsace
Le pôle métropolitain d'Alsace est un syndicat d'intercommunalités qui regroupe l'Eurométropole de Strasbourg, Mulhouse Alsace Agglomération, Colmar Agglomération, la Communauté d'agglomération de Haguenau et Saint-Louis Agglomération.

## Histoire
Le pôle métropolitain d'Alsace est créé le 1er janvier 2012 par la Communauté urbaine de Strasbourg (devenue l'Eurométropole de Strasbourg en 2015) et Mulhouse Alsace Agglomération. À sa création, il compte 727 000 habitants et représente la moitié des emplois de la région.
Colmar Agglomération rejoint le pôle en 2015, suivie par les communautés d'agglomération de Haguenau et de Saint-Louis en 2019.
Avec près de 1,1 million d'habitants, le pôle métropolitain d'Alsace regroupe ainsi plus de la moitié de la population alsacienne. Son budget est de 420 000 euros. En 2019, il était présidé par Fabian Jordan (également président de Mulhouse Alsace agglomération). Depuis 2020 il est présidé par Éric Straumann, président de Colmar Agglomération.

## Présidents
Le président de la structure est élu pour un mandat de 2 ans. En voici la liste depuis la création en 2012 :
- 2012-2014 : Jean-Marie Bockel, président de Mulhouse Alsace Agglomération[6]
- 2014-2018 : Robert Herrmann, président de l'Eurométropole de Strasbourg[7]
- 2018-2020 : Fabian Jordan, président de Mulhouse Alsace Agglomération[8]
- 2020-2022 : Éric Straumann, président de Colmar Agglomération

## Composition

### Composition intercommunale
| Département | Intercommunalité                       | Nombre de communes | Population (dernière pop. légale) | Superficie (km2) | Densité (hab./km2) |
| ----------- | -------------------------------------- | ------------------ | --------------------------------- | ---------------- | ------------------ |
| Haut-Rhin   | Colmar Agglomération                   | 20                 | 113 687                           | 244,40           | 465                |
| Bas-Rhin    | Communauté d'agglomération de Haguenau | 36                 | 98 638                            | 399,20           | 247                |
| Haut-Rhin   | Mulhouse Alsace Agglomération          | 39                 | 272 677                           | 439,20           | 621                |
| Haut-Rhin   | Saint-Louis Agglomération              | 40                 | 83 448                            | 268,0            | 311                |
| Bas-Rhin    | Eurométropole de Strasbourg            | 33                 | 514 651                           | 337,60           | 1 524              |

### Composition communale
| Nom                     | Code Insee | Département | Gentilé                 | Superficie (km2) | Population (dernière pop. légale) | Densité (hab./km2) | Modifier                                    |
| ----------------------- | ---------- | ----------- | ----------------------- | ---------------- | --------------------------------- | ------------------ | ------------------------------------------- |
| Strasbourg (siège)      | 67482      | Bas-Rhin    | Strasbourgeois          | 78,26            | 291 709 (2022)                    | 3 727              | modifier les données · modifier les données |
| Achenheim               | 67001      | Bas-Rhin    | Achenheimois            | 6,03             | 2 570 (2022)                      | 426                | modifier les données · modifier les données |
| Andolsheim              | 68007      | Haut-Rhin   | Andolsheimois           | 11,60            | 2 196 (2022)                      | 189                | modifier les données · modifier les données |
| Attenschwiller          | 68013      | Haut-Rhin   | Attenschwillerois       | 5,11             | 978 (2022)                        | 191                | modifier les données · modifier les données |
| Baldersheim             | 68015      | Haut-Rhin   | Baldersheimois          | 12,76            | 2 577 (2022)                      | 202                | modifier les données · modifier les données |
| Bantzenheim             | 68020      | Haut-Rhin   | Bantzenheimois          | 21,22            | 1 624 (2022)                      | 77                 | modifier les données · modifier les données |
| Bartenheim              | 68021      | Haut-Rhin   | Bartenheimois           | 12,86            | 4 135 (2022)                      | 322                | modifier les données · modifier les données |
| Battenheim              | 68022      | Haut-Rhin   | Battenheimois           | 16,88            | 1 552 (2022)                      | 92                 | modifier les données · modifier les données |
| Batzendorf              | 67023      | Bas-Rhin    | Batzendorfois           | 6,74             | 968 (2022)                        | 144                | modifier les données · modifier les données |
| Bernolsheim             | 67033      | Bas-Rhin    | Bernolsheimois          | 3,39             | 610 (2022)                        | 180                | modifier les données · modifier les données |
| Berrwiller              | 68032      | Haut-Rhin   | Berrwillerois           | 7,66             | 1 275 (2022)                      | 166                | modifier les données · modifier les données |
| Berstheim               | 67035      | Bas-Rhin    | Berstheimois            | 3,09             | 513 (2022)                        | 166                | modifier les données · modifier les données |
| Bilwisheim              | 67039      | Bas-Rhin    | Bilwisheimois           | 2,56             | 537 (2022)                        | 210                | modifier les données · modifier les données |
| Bischheim               | 67043      | Bas-Rhin    | Bischheimois            | 4,41             | 18 289 (2022)                     | 4 147              | modifier les données · modifier les données |
| Bischwihr               | 68038      | Haut-Rhin   | Bischwihrois            | 3,23             | 1 192 (2022)                      | 369                | modifier les données · modifier les données |
| Bischwiller             | 67046      | Bas-Rhin    | Bischwillérois          | 17,25            | 12 211 (2022)                     | 708                | modifier les données · modifier les données |
| Bitschhoffen            | 67048      | Bas-Rhin    | Bitschhoffenois         | 2,54             | 461 (2022)                        | 181                | modifier les données · modifier les données |
| Blaesheim               | 67049      | Bas-Rhin    | Blaesheimois            | 9,96             | 1 408 (2022)                      | 141                | modifier les données · modifier les données |
| Blotzheim               | 68042      | Haut-Rhin   | Blotzheimois            | 14,60            | 5 077 (2022)                      | 348                | modifier les données · modifier les données |
| Bollwiller              | 68043      | Haut-Rhin   | Bollwillerois           | 8,63             | 4 104 (2022)                      | 476                | modifier les données · modifier les données |
| Breuschwickersheim      | 67065      | Bas-Rhin    | Breuschwickersheimois   | 5,06             | 1 345 (2022)                      | 266                | modifier les données · modifier les données |
| Brinckheim              | 68054      | Haut-Rhin   | Brinckheimois           | 3,41             | 408 (2022)                        | 120                | modifier les données · modifier les données |
| Bruebach                | 68055      | Haut-Rhin   | Bruebachois             | 7,01             | 1 050 (2022)                      | 150                | modifier les données · modifier les données |
| Brumath                 | 67067      | Bas-Rhin    | Brumathois              | 29,54            | 10 369 (2022)                     | 351                | modifier les données · modifier les données |
| Brunstatt-Didenheim     | 68056      | Haut-Rhin   |                         | 14,10            | 8 176 (2022)                      | 580                | modifier les données · modifier les données |
| Buschwiller             | 68061      | Haut-Rhin   | Buschwillerois          | 4,16             | 1 053 (2022)                      | 253                | modifier les données · modifier les données |
| Chalampé                | 68064      | Haut-Rhin   | Chalampéens             | 4,77             | 996 (2022)                        | 209                | modifier les données · modifier les données |
| Colmar                  | 68066      | Haut-Rhin   | Colmariens              | 66,57            | 67 360 (2022)                     | 1 012              | modifier les données · modifier les données |
| Dauendorf               | 67087      | Bas-Rhin    | Dauendorfois            | 7,63             | 1 433 (2022)                      | 188                | modifier les données · modifier les données |
| Dietwiller              | 68072      | Haut-Rhin   | Dietwillerois           | 11,06            | 1 399 (2022)                      | 126                | modifier les données · modifier les données |
| Donnenheim              | 67100      | Bas-Rhin    | Donnenheimois           | 3,76             | 363 (2022)                        | 97                 | modifier les données · modifier les données |
| Eckbolsheim             | 67118      | Bas-Rhin    | Eckbolsheimois          | 5,34             | 7 237 (2022)                      | 1 355              | modifier les données · modifier les données |
| Eckwersheim             | 67119      | Bas-Rhin    | Eckwersheimois          | 7,46             | 1 428 (2022)                      | 191                | modifier les données · modifier les données |
| Engwiller               | 67123      | Bas-Rhin    | Engwillerois            | 3,74             | 470 (2022)                        | 126                | modifier les données · modifier les données |
| Entzheim                | 67124      | Bas-Rhin    | Entzheimois             | 8,17             | 2 545 (2022)                      | 312                | modifier les données · modifier les données |
| Eschau                  | 67131      | Bas-Rhin    | Escoviens               | 11,83            | 5 847 (2022)                      | 494                | modifier les données · modifier les données |
| Eschentzwiller          | 68084      | Haut-Rhin   | Eschentzwillerois       | 3,19             | 1 510 (2022)                      | 473                | modifier les données · modifier les données |
| Fegersheim              | 67137      | Bas-Rhin    | Fegersheimois           | 6,25             | 5 769 (2022)                      | 923                | modifier les données · modifier les données |
| Feldkirch               | 68088      | Haut-Rhin   | Feldkirchois            | 4,21             | 1 002 (2022)                      | 238                | modifier les données · modifier les données |
| Flaxlanden              | 68093      | Haut-Rhin   | Flaxlandiens            | 4,33             | 1 368 (2022)                      | 316                | modifier les données · modifier les données |
| Folgensbourg            | 68094      | Haut-Rhin   | Folgensbourgeois        | 6,72             | 902 (2022)                        | 134                | modifier les données · modifier les données |
| Fortschwihr             | 68095      | Haut-Rhin   | Fortschwihriens         | 4,78             | 1 177 (2022)                      | 246                | modifier les données · modifier les données |
| Galfingue               | 68101      | Haut-Rhin   | Galfinguois             | 5,36             | 806 (2022)                        | 150                | modifier les données · modifier les données |
| Geispitzen              | 68103      | Haut-Rhin   | Geispitzenois           | 6,02             | 512 (2022)                        | 85                 | modifier les données · modifier les données |
| Geispolsheim            | 67152      | Bas-Rhin    | Geispolsheimois         | 21,95            | 7 759 (2022)                      | 353                | modifier les données · modifier les données |
| Habsheim                | 68118      | Haut-Rhin   | Habsheimois             | 15,63            | 5 061 (2022)                      | 324                | modifier les données · modifier les données |
| Hagenthal-le-Bas        | 68120      | Haut-Rhin   | Hagenthalois            | 6,20             | 1 371 (2022)                      | 221                | modifier les données · modifier les données |
| Hagenthal-le-Haut       | 68121      | Haut-Rhin   |                         | 4,92             | 745 (2022)                        | 151                | modifier les données · modifier les données |
| Haguenau                | 67180      | Bas-Rhin    | Haguenoviens            | 182,59           | 36 070 (2022)                     | 198                | modifier les données · modifier les données |
| Hangenbieten            | 67182      | Bas-Rhin    | Hangenbietenois         | 4,11             | 1 788 (2022)                      | 435                | modifier les données · modifier les données |
| Hégenheim               | 68126      | Haut-Rhin   | Hégenheimois            | 6,70             | 3 403 (2022)                      | 508                | modifier les données · modifier les données |
| Heimsbrunn              | 68129      | Haut-Rhin   | Heimsbrunnois           | 10,59            | 1 325 (2022)                      | 125                | modifier les données · modifier les données |
| Helfrantzkirch          | 68132      | Haut-Rhin   | Helfrantzkirchois       | 6,23             | 733 (2022)                        | 118                | modifier les données · modifier les données |
| Herrlisheim-près-Colmar | 68134      | Haut-Rhin   |                         | 7,68             | 1 903 (2022)                      | 248                | modifier les données · modifier les données |
| Hésingue                | 68135      | Haut-Rhin   | Hésinguois              | 9,14             | 2 902 (2022)                      | 318                | modifier les données · modifier les données |
| Hochstett               | 67203      | Bas-Rhin    | Hochstettois            | 2,13             | 421 (2022)                        | 198                | modifier les données · modifier les données |
| Hœnheim                 | 67204      | Bas-Rhin    | Hœnheimois              | 3,42             | 11 413 (2022)                     | 3 337              | modifier les données · modifier les données |
| Holtzheim               | 67212      | Bas-Rhin    | Holtzheimois            | 6,91             | 3 890 (2022)                      | 563                | modifier les données · modifier les données |
| Hombourg                | 68144      | Haut-Rhin   | Hombourgeois            | 15,32            | 1 364 (2022)                      | 89                 | modifier les données · modifier les données |
| Horbourg-Wihr           | 68145      | Haut-Rhin   | Horbourgeois            | 9,42             | 6 247 (2022)                      | 663                | modifier les données · modifier les données |
| Houssen                 | 68146      | Haut-Rhin   | Houssenois              | 6,70             | 2 358 (2022)                      | 352                | modifier les données · modifier les données |
| Huningue                | 68149      | Haut-Rhin   | Huninguois              | 2,86             | 7 410 (2022)                      | 2 591              | modifier les données · modifier les données |
| Huttendorf              | 67215      | Bas-Rhin    | Huttendorfois           | 4,40             | 491 (2022)                        | 112                | modifier les données · modifier les données |
| Illkirch-Graffenstaden  | 67218      | Bas-Rhin    | Illkirchois             | 22,21            | 27 339 (2022)                     | 1 231              | modifier les données · modifier les données |
| Illzach                 | 68154      | Haut-Rhin   | Illzachois              | 7,50             | 15 115 (2022)                     | 2 015              | modifier les données · modifier les données |
| Ingersheim              | 68155      | Haut-Rhin   | Ingersheimois           | 7,44             | 4 743 (2022)                      | 638                | modifier les données · modifier les données |
| Jebsheim                | 68157      | Haut-Rhin   | Jebsheimois             | 14,85            | 1 353 (2022)                      | 91                 | modifier les données · modifier les données |
| Kaltenhouse             | 67230      | Bas-Rhin    | Kaltenhousiens          | 3,72             | 2 443 (2022)                      | 657                | modifier les données · modifier les données |
| Kappelen                | 68160      | Haut-Rhin   | Kappelenois             | 5,15             | 571 (2022)                        | 111                | modifier les données · modifier les données |
| Kembs                   | 68163      | Haut-Rhin   | Kembsois                | 16,45            | 5 694 (2022)                      | 346                | modifier les données · modifier les données |
| Kindwiller              | 67238      | Bas-Rhin    | Kindwillerois           | 5,97             | 648 (2022)                        | 109                | modifier les données · modifier les données |
| Kingersheim             | 68166      | Haut-Rhin   | Kingersheimois          | 6,69             | 13 265 (2022)                     | 1 983              | modifier les données · modifier les données |
| Knœringue               | 68168      | Haut-Rhin   | Knoeringuois            | 4,68             | 376 (2022)                        | 80                 | modifier les données · modifier les données |
| Kœtzingue               | 68170      | Haut-Rhin   | Kœtzinguois             | 5,14             | 583 (2022)                        | 113                | modifier les données · modifier les données |
| Kolbsheim               | 67247      | Bas-Rhin    | Kolbsheimois            | 3,33             | 997 (2022)                        | 299                | modifier les données · modifier les données |
| Krautwiller             | 67249      | Bas-Rhin    | Krautwillerois          | 1,48             | 225 (2022)                        | 152                | modifier les données · modifier les données |
| Kriegsheim              | 67250      | Bas-Rhin    | Kriegsheimois           | 3,93             | 776 (2022)                        | 197                | modifier les données · modifier les données |
| Lampertheim             | 67256      | Bas-Rhin    | Lampertheimois          | 6,58             | 3 475 (2022)                      | 528                | modifier les données · modifier les données |
| Landser                 | 68174      | Haut-Rhin   |                         | 3,04             | 1 638 (2022)                      | 539                | modifier les données · modifier les données |
| Leymen                  | 68182      | Haut-Rhin   | Leymenois               | 11,64            | 1 263 (2022)                      | 109                | modifier les données · modifier les données |
| Liebenswiller           | 68183      | Haut-Rhin   | Liebenswillerois        | 3,87             | 183 (2022)                        | 47                 | modifier les données · modifier les données |
| Lingolsheim             | 67267      | Bas-Rhin    | Lingolsheimois          | 5,69             | 20 683 (2022)                     | 3 635              | modifier les données · modifier les données |
| Lipsheim                | 67268      | Bas-Rhin    | Lipsheimois             | 4,96             | 2 692 (2022)                      | 543                | modifier les données · modifier les données |
| Lutterbach              | 68195      | Haut-Rhin   | Lutterbachois           | 8,56             | 6 755 (2022)                      | 789                | modifier les données · modifier les données |
| Magstatt-le-Bas         | 68197      | Haut-Rhin   | Magstattois             | 3,35             | 516 (2022)                        | 154                | modifier les données · modifier les données |
| Magstatt-le-Haut        | 68198      | Haut-Rhin   |                         | 3,91             | 307 (2022)                        | 79                 | modifier les données · modifier les données |
| Michelbach-le-Bas       | 68207      | Haut-Rhin   |                         | 4,94             | 709 (2022)                        | 144                | modifier les données · modifier les données |
| Michelbach-le-Haut      | 68208      | Haut-Rhin   |                         | 7,38             | 621 (2022)                        | 84                 | modifier les données · modifier les données |
| Mittelhausbergen        | 67296      | Bas-Rhin    | Mittelhausbergeois      | 1,72             | 2 075 (2022)                      | 1 206              | modifier les données · modifier les données |
| Mittelschaeffolsheim    | 67298      | Bas-Rhin    | Mittelschaeffolsheimois | 2,64             | 565 (2022)                        | 214                | modifier les données · modifier les données |
| Mommenheim              | 67301      | Bas-Rhin    | Mommenheimois           | 8,16             | 2 251 (2022)                      | 276                | modifier les données · modifier les données |
| Morschwiller            | 67304      | Bas-Rhin    | Morschwillerois         | 4,62             | 614 (2022)                        | 133                | modifier les données · modifier les données |
| Morschwiller-le-Bas     | 68218      | Haut-Rhin   | Morschwillerois         | 7,55             | 3 666 (2022)                      | 486                | modifier les données · modifier les données |
| Mulhouse                | 68224      | Haut-Rhin   | Mulhousiens             | 22,18            | 104 924 (2022)                    | 4 731              | modifier les données · modifier les données |
| Mundolsheim             | 67309      | Bas-Rhin    | Mundolsheimois          | 4,09             | 5 236 (2022)                      | 1 280              | modifier les données · modifier les données |
| Muntzenheim             | 68227      | Haut-Rhin   | Muntzenheimois          | 6,48             | 1 281 (2022)                      | 198                | modifier les données · modifier les données |
| Neuwiller               | 68232      | Haut-Rhin   | Neuwillerois            | 3,72             | 520 (2022)                        | 140                | modifier les données · modifier les données |
| Niederhausbergen        | 67326      | Bas-Rhin    | Infradomimontains       | 3,06             | 1 697 (2022)                      | 555                | modifier les données · modifier les données |
| Niedermodern            | 67328      | Bas-Rhin    | Niedermodernois         | 4,39             | 900 (2022)                        | 205                | modifier les données · modifier les données |
| Niedermorschwihr        | 68237      | Haut-Rhin   | Morvilois               | 3,35             | 561 (2022)                        | 167                | modifier les données · modifier les données |
| Niederschaeffolsheim    | 67331      | Bas-Rhin    | Niederschaeffolsheimois | 6,24             | 1 331 (2022)                      | 213                | modifier les données · modifier les données |
| Niffer                  | 68238      | Haut-Rhin   |                         | 8,72             | 977 (2022)                        | 112                | modifier les données · modifier les données |
| Oberhausbergen          | 67343      | Bas-Rhin    | Oberhausbergeois        | 3,79             | 5 652 (2022)                      | 1 491              | modifier les données · modifier les données |
| Oberhoffen-sur-Moder    | 67345      | Bas-Rhin    | Oberhoffenois           | 14,25            | 3 878 (2022)                      | 272                | modifier les données · modifier les données |
| Oberschaeffolsheim      | 67350      | Bas-Rhin    | Oberschaeffolsheimois   | 7,56             | 2 578 (2022)                      | 341                | modifier les données · modifier les données |
| Ohlungen                | 67359      | Bas-Rhin    | Ohlungeois              | 8,39             | 1 381 (2022)                      | 165                | modifier les données · modifier les données |
| Olwisheim               | 67361      | Bas-Rhin    | Olwisheimois            | 2,96             | 490 (2022)                        | 166                | modifier les données · modifier les données |
| Osthoffen               | 67363      | Bas-Rhin    | Osthoffenois            | 5,11             | 809 (2022)                        | 158                | modifier les données · modifier les données |
| Ostwald                 | 67365      | Bas-Rhin    | Ostwaldois              | 7,11             | 13 492 (2022)                     | 1 898              | modifier les données · modifier les données |
| Ottmarsheim             | 68253      | Haut-Rhin   | Ottmarsheimois          | 25,67            | 2 025 (2022)                      | 79                 | modifier les données · modifier les données |
| Petit-Landau            | 68254      | Haut-Rhin   |                         | 17,51            | 820 (2022)                        | 47                 | modifier les données · modifier les données |
| Pfastatt                | 68256      | Haut-Rhin   | Pfastattois             | 5,24             | 10 275 (2022)                     | 1 961              | modifier les données · modifier les données |
| Plobsheim               | 67378      | Bas-Rhin    | Plobsheimois            | 16,64            | 4 471 (2022)                      | 269                | modifier les données · modifier les données |
| Porte du Ried           | 68143      | Haut-Rhin   |                         | 9,49             | 1 914 (2022)                      | 202                | modifier les données · modifier les données |
| Pulversheim             | 68258      | Haut-Rhin   | Pulversheimois          | 8,54             | 3 075 (2022)                      | 360                | modifier les données · modifier les données |
| Ranspach-le-Bas         | 68263      | Haut-Rhin   |                         | 4,43             | 632 (2022)                        | 143                | modifier les données · modifier les données |
| Ranspach-le-Haut        | 68264      | Haut-Rhin   |                         | 4,39             | 626 (2022)                        | 143                | modifier les données · modifier les données |
| Rantzwiller             | 68265      | Haut-Rhin   | Rantzwillerois          | 5,47             | 801 (2022)                        | 146                | modifier les données · modifier les données |
| Reichstett              | 67389      | Bas-Rhin    | Reichstettois           | 7,61             | 4 554 (2022)                      | 598                | modifier les données · modifier les données |
| Reiningue               | 68267      | Haut-Rhin   | Reininguois             | 18,54            | 1 923 (2022)                      | 104                | modifier les données · modifier les données |
| Richwiller              | 68270      | Haut-Rhin   | Richwillerois           | 5,55             | 3 786 (2022)                      | 682                | modifier les données · modifier les données |
| Riedisheim              | 68271      | Haut-Rhin   | Riedisheimois           | 6,96             | 12 154 (2022)                     | 1 746              | modifier les données · modifier les données |
| Rixheim                 | 68278      | Haut-Rhin   | Rixheimois              | 19,53            | 14 125 (2022)                     | 723                | modifier les données · modifier les données |
| Rohrwiller              | 67407      | Bas-Rhin    | Rohrwillerois           | 2,95             | 1 609 (2022)                      | 545                | modifier les données · modifier les données |
| Rosenau                 | 68286      | Haut-Rhin   | Rosenauviens            | 6,47             | 2 388 (2022)                      | 369                | modifier les données · modifier les données |
| Rottelsheim             | 67417      | Bas-Rhin    | Rottelsheimois          | 2,39             | 294 (2022)                        | 123                | modifier les données · modifier les données |
| Ruelisheim              | 68289      | Haut-Rhin   | Ruelisheimois           | 7,27             | 2 486 (2022)                      | 342                | modifier les données · modifier les données |
| Saint-Louis             | 68297      | Haut-Rhin   | Ludoviciens             | 16,85            | 22 530 (2022)                     | 1 337              | modifier les données · modifier les données |
| Sainte-Croix-en-Plaine  | 68295      | Haut-Rhin   | Saint-Cruciens          | 25,77            | 3 026 (2022)                      | 117                | modifier les données · modifier les données |
| Sausheim                | 68300      | Haut-Rhin   | Sausheimois             | 16,91            | 5 597 (2022)                      | 331                | modifier les données · modifier les données |
| Schiltigheim            | 67447      | Bas-Rhin    | Schilikois              | 7,63             | 34 382 (2022)                     | 4 506              | modifier les données · modifier les données |
| Schirrhein              | 67449      | Bas-Rhin    | Schirrheinois           | 6,49             | 2 263 (2022)                      | 349                | modifier les données · modifier les données |
| Schirrhoffen            | 67450      | Bas-Rhin    | Schirrhoffenois         | 0,63             | 800 (2022)                        | 1 270              | modifier les données · modifier les données |
| Schlierbach             | 68301      | Haut-Rhin   | Schlierbachois          | 11,80            | 1 290 (2022)                      | 109                | modifier les données · modifier les données |
| Schweighouse-sur-Moder  | 67458      | Bas-Rhin    | Schweighousiens         | 9,91             | 5 116 (2022)                      | 516                | modifier les données · modifier les données |
| Sierentz                | 68309      | Haut-Rhin   | Sierentzois             | 13,22            | 4 296 (2022)                      | 325                | modifier les données · modifier les données |
| Souffelweyersheim       | 67471      | Bas-Rhin    | Souffelweyersheimois    | 4,51             | 8 182 (2022)                      | 1 814              | modifier les données · modifier les données |
| Staffelfelden           | 68321      | Haut-Rhin   | Staffelfeldenois        | 7,42             | 4 070 (2022)                      | 549                | modifier les données · modifier les données |
| Steinbrunn-le-Bas       | 68323      | Haut-Rhin   | Steinbrunnois           | 8,58             | 850 (2022)                        | 99                 | modifier les données · modifier les données |
| Steinbrunn-le-Haut      | 68324      | Haut-Rhin   |                         | 9,21             | 670 (2022)                        | 73                 | modifier les données · modifier les données |
| Stetten                 | 68327      | Haut-Rhin   |                         | 4,32             | 336 (2022)                        | 78                 | modifier les données · modifier les données |
| Sundhoffen              | 68331      | Haut-Rhin   | Sundhoffiens            | 12,75            | 1 971 (2022)                      | 155                | modifier les données · modifier les données |
| Turckheim               | 68338      | Haut-Rhin   | Turckheimois            | 16,46            | 4 033 (2022)                      | 245                | modifier les données · modifier les données |
| Uffheim                 | 68341      | Haut-Rhin   | Uffheimois              | 4,36             | 1 091 (2022)                      | 250                | modifier les données · modifier les données |
| Uhlwiller               | 67497      | Bas-Rhin    | Uhlwillerois            | 7,46             | 674 (2022)                        | 90                 | modifier les données · modifier les données |
| Uhrwiller               | 67498      | Bas-Rhin    | Uhrwillerois            | 11,02            | 708 (2022)                        | 64                 | modifier les données · modifier les données |
| Ungersheim              | 68343      | Haut-Rhin   | Ungersheimois           | 13,51            | 2 440 (2022)                      | 181                | modifier les données · modifier les données |
| Val-de-Moder            | 67372      | Bas-Rhin    |                         | 9,01             | 5 047 (2022)                      | 560                | modifier les données · modifier les données |
| Vendenheim              | 67506      | Bas-Rhin    | Fédinois                | 15,89            | 6 005 (2022)                      | 378                | modifier les données · modifier les données |
| Village-Neuf            | 68349      | Haut-Rhin   | Villageneuvois          | 6,83             | 4 617 (2022)                      | 676                | modifier les données · modifier les données |
| Wahlbach                | 68353      | Haut-Rhin   | Wahlbachois             | 6,41             | 495 (2022)                        | 77                 | modifier les données · modifier les données |
| Wahlenheim              | 67510      | Bas-Rhin    | Wahlenheimois           | 2,55             | 609 (2022)                        | 239                | modifier les données · modifier les données |
| Walbach                 | 68354      | Haut-Rhin   | Walbachois              | 5,45             | 926 (2022)                        | 170                | modifier les données · modifier les données |
| Waltenheim              | 68357      | Haut-Rhin   | Waltenheimois           | 2,32             | 512 (2022)                        | 221                | modifier les données · modifier les données |
| La Wantzenau            | 67519      | Bas-Rhin    | Wantzenauviens          | 25,39            | 5 879 (2022)                      | 232                | modifier les données · modifier les données |
| Wentzwiller             | 68362      | Haut-Rhin   | Wentzwillerois          | 4,71             | 781 (2022)                        | 166                | modifier les données · modifier les données |
| Wettolsheim             | 68365      | Haut-Rhin   | Wettolsheimois          | 8,86             | 1 771 (2022)                      | 200                | modifier les données · modifier les données |
| Wickerschwihr           | 68366      | Haut-Rhin   | Wickerschwihriens       | 2,25             | 720 (2022)                        | 320                | modifier les données · modifier les données |
| Wintershouse            | 67540      | Bas-Rhin    | Wintershousiens         | 3,66             | 862 (2022)                        | 236                | modifier les données · modifier les données |
| Wintzenheim             | 68374      | Haut-Rhin   | Wintzenheimois          | 18,97            | 8 045 (2022)                      | 424                | modifier les données · modifier les données |
| Wittelsheim             | 68375      | Haut-Rhin   | Wittelsheimois          | 23,63            | 10 364 (2022)                     | 439                | modifier les données · modifier les données |
| Wittenheim              | 68376      | Haut-Rhin   | Wittenheimois           | 19,01            | 15 491 (2022)                     | 815                | modifier les données · modifier les données |
| Wittersheim             | 67546      | Bas-Rhin    | Wittersheimois          | 7,05             | 728 (2022)                        | 103                | modifier les données · modifier les données |
| Wolfisheim              | 67551      | Bas-Rhin    | Wolfisheimois           | 5,57             | 4 191 (2022)                      | 752                | modifier les données · modifier les données |
| Zaessingue              | 68382      | Haut-Rhin   | Zaessinguois            | 4,99             | 380 (2022)                        | 76                 | modifier les données · modifier les données |
| Zillisheim              | 68384      | Haut-Rhin   | Zillisheimois           | 8,22             | 2 509 (2022)                      | 305                | modifier les données · modifier les données |
| Zimmerbach              | 68385      | Haut-Rhin   |                         | 2,26             | 823 (2022)                        | 364                | modifier les données · modifier les données |
| Zimmersheim             | 68386      | Haut-Rhin   | Zimmersheimois          | 3,15             | 1 069 (2022)                      | 339                | modifier les données · modifier les données |